# ベンディゴ
ベンディゴ（英語: Bendigo）は、オーストラリアのビクトリア州にある都市。人口は10万3034人（2021年）。ビクトリア州では4番目である。
名称は、イギリスのボクサー、ウィリアム・トンプソンのあだ名に因んでいる。ヴィクトリア朝時代の建築物が沢山残っている。

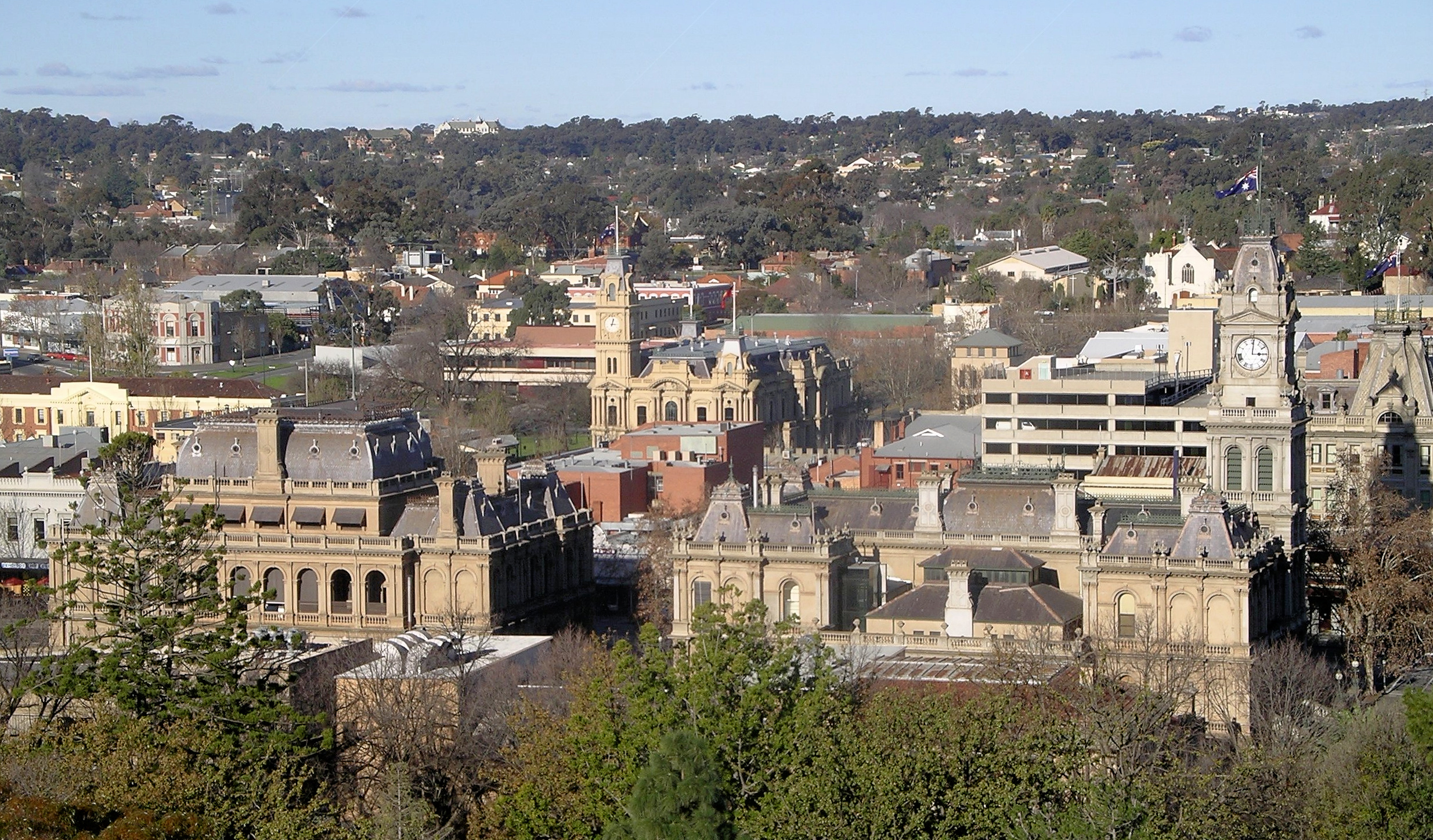
ベンディゴ

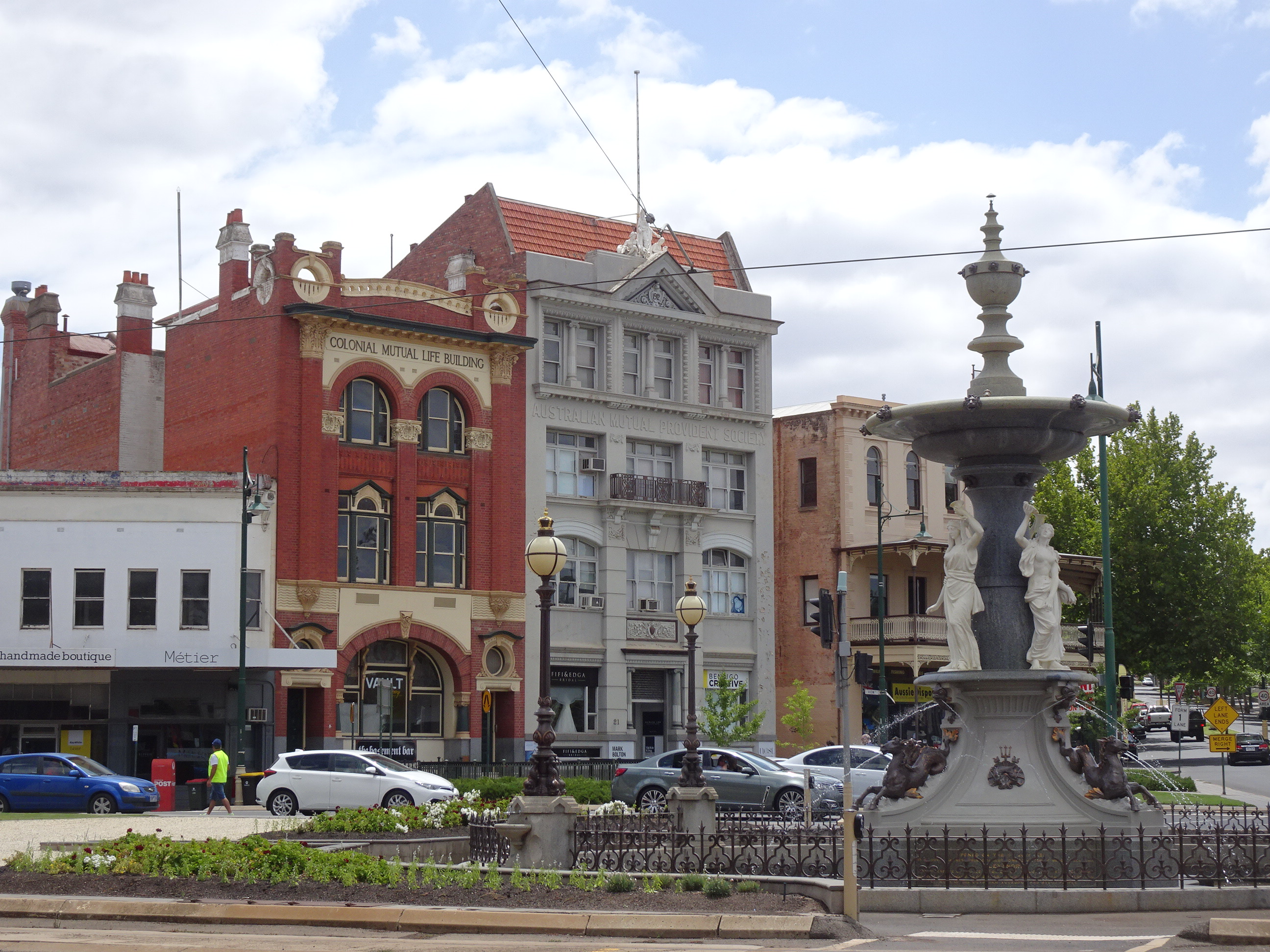
街並み

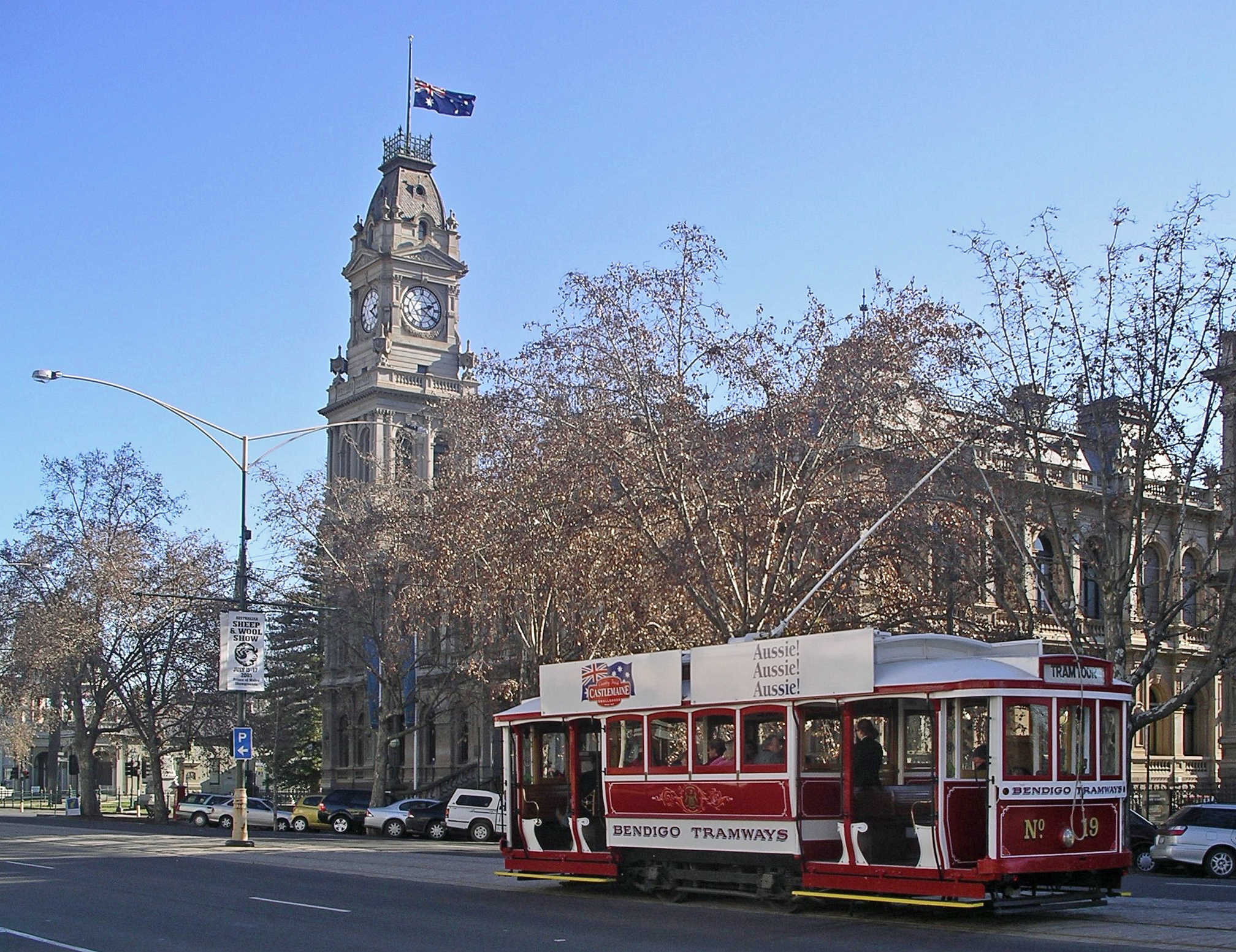
ベンディゴ郵便局と観光トラム

## 歴史
1850年代にヨーロッパからの移民が開拓を始めた。バーク・ウィルズ探検隊もここに立ち寄っている。ゴールドラッシュの時代、中国人移民もここで働いていた。現在でも中国仏教の寺や博物館がある。セントラル・デボラ・ゴールドマインは1954年に閉鎖され、今では博物館となっている。

## 気候
気候の平均*:
- 1月の最高気温 — 29.5°C
- 1月の最低気温 — 13.9°C
- 7月の最高気温 — 12.5°C
- 7月の最低気温 — 2.4°C
- 年間降雨量 — 474.6mm
- 最も雨の多い月 — 7月 51.7mm
- 最も雨の少ない月 — 3月 21.5mm

## 交通
- ベンディゴ駅からサザン・クロス駅行きの列車が運行している。所要時間は約2時間。市内にはベンディゴ鉄道や路面電車もある。

- コールダー・ハイウェイがベンディゴ西部を通っている。

## 教育
- ラ・トローブ大学のベンディゴキャンパス

## 出身者
- ステファン・フース  テニスの選手

## 姉妹都市
- ペンザンス イギリス
- ロス・アルトス アメリカ合衆国
- 天水市 中華人民共和国
- ジーゴ グアム